# Limhamns IF
Der Limhamns IF war ein schwedischer Sportverein aus Limhamn, einem Stadtteil von Malmö. Die Fußballmannschaft des Klubs spielte in den 1940er Jahren drei Spielzeiten zweitklassig in der Division 2.

## Geschichte
Der Limhamns IF gründete sich 1905. Die Fußballmannschaft des Klubs spielte lange Zeit nur unterklassig. Nach dem Aufstieg in die Drittklassigkeit im Sommer 1941 folgte als Staffelsieger der Division 3 Sydsvenska Södra der direkte Durchmarsch in die zweite Liga. Auch hier überraschte der Aufsteiger und platzierte sich in seiner ersten Zweitligaspielzeit hinter Landskrona BoIS und Jönköpings Södra IF auf dem dritten Tabellenrang. Im folgenden Jahr überbot die Mannschaft den Erfolg und erreichte hinter Jönköpings Södra IF die Vizemeisterschaft in ihrer Zweitligastaffel. Dabei hatte der Klub jedoch 13 Punkte Rückstand, da der Konkurrent alle 18 Saisonspiele siegreich gestaltete. In der Spielzeit 1945/46 nahm der Aufschwung ein Ende, nach nur vier Siegen belegte der Verein am Saisonende einen Abstiegsplatz und musste nach drei Jahren Ligazugehörigkeit aus der Zweitklassigkeit absteigen. In der anschließenden Spielzeit gelang zwar der dritte Platz, aufgrund einer Ligareform stieg er ins vierte Spielniveau ab.
Nach langen Jahren im unterklassigen Ligabereich kehrte die Fußballmannschaft von Limhamns IF zu Beginn der Spielzeit 1962 in die dritte Liga zurück, konnte sich aber hier nur drei Spielzeiten halten. Nach dem erneuten Aufstieg 1966 etablierte sich der Klub längerfristig in der dritten Spielklasse und spielte zeitweilig um die Rückkehr in die zweite Liga. Bis auf ein kurzzeitiges Intermezzo in der vierten Liga in der Spielzeit 1976 hielt sich der Klub bis 1980 in der Drittklassigkeit. Nachdem die Mannschaft 1986 erneut Opfer einer Ligareform geworden war, verabschiedete sie sich vom höherklassigen Fußball.
Nach einem kurzen Aufenthalt in der vierten Liga Mitte der 1990er Jahre kehrte Limhamns IF am Ene der Spielzeit 2003 erneut in die Viertklassigkeit zurück. Den Durchmarsch in die dritte Liga verpasste die Mannschaft am Ende der folgenden Spielzeit erst in der Aufstiegsrunde, als sie nach einem 2:1-Heimerfolg durch eine 1:3-Rückspielniederlage am Kalmar AIK scheiterte. Im folgenden Jahr erneut Opfer einer Ligareform etablierte sich der Klub in der Viertklassigkeit, ehe sich die Fußballmannschaft nach Ende der Spielzeit 2007 mit Bunkeflo IF zum IF Limhamn Bunkeflo zusammenschloss.